# Rumunia na Letnich Igrzyskach Olimpijskich 2024
Rumunię na Letnich Igrzyskach Olimpijskich 2024 reprezentowało 106 zawodników : 51 mężczyzn i 55 kobiet. Był to 23 start reprezentacji Rumunii na letnich igrzyskach olimpijskich.

## Zdobyte medale
| Medal  | Zawodnik | Dyscyplina           | Konkurencja                      | Rezultat | Data       |
| ------ | --- | -------------------- | -------------------------------- | -------- | ---------- |
| Złoto  | David Popovici | Pływanie             | 200 m stylem dowolnym (m)        | 1:44,72  | 29 lipca   |
| Złoto  | Andrei Cornea Marian Enache | Wioślarstwo          | dwójka podwójna (m)              | 6:12,58  | 1 sierpnia |
| Złoto  | Adriana Adam Roxana Anghel Amalia Bereș Ancuța Bodnar Maria Tivodariu Victoria-Ștefania Petreanu Maria-Magdalena Rusu Simona Radiș Ioana Vrînceanu | Wioślarstwo          | ósemka (k)                       | 5:54,39  | 3 sierpnia |
| Srebro | Ancuța Bodnar Simona Radiș | Wioślarstwo          | dwójka podwójna (k)              | 5:30,15  | 1 sierpnia |
| Srebro | Roxana Anghel Ioana Vrînceanu | Wioślarstwo          | dwójka bez sternika (k)          | 7:02,97  | 2 sierpnia |
| Srebro | Ionela Cozmiuc Gianina van Groningen | Wioślarstwo          | dwójka podwójna wagi lekkiej (k) | 6:48,78  | 2 sierpnia |
| Srebro | Mihaela Cambei | Podnoszenie ciężarów | do 49 kg (k)                     | 2.       | 7 sierpnia |
| Brąz   | David Popovici | Pływanie             | 100 m stylem dowolnym (m)        | 47,49    | 31 lipca   |
| Brąz   | Ana Bărbosu | Gimnastyka           | ćwiczenia wolne (k)              | 3.       | 5 sierpnia |

## Skład reprezentacji

### Boks
| Zawodnik            | Konkurencja  | 1/32             | 1/16                | Ćwierćfinał      | Półfinał         | Finał            | Miejsce | Źródło |
| Zawodnik            | Konkurencja  | Przeciwnik Wynik | Przeciwnik Wynik    | Przeciwnik Wynik | Przeciwnik Wynik | Przeciwnik Wynik | Miejsce | Źródło |
| ------------------- | ------------ | ---------------- | ------------------- | ---------------- | ---------------- | ---------------- | ------- | ------ |
| Lăcrămioara Perijoc | do 54 kg (k) | BYE              | M. Enkhjargal P 1–4 | NQ               | NQ               | NQ               |         | [ 1 ]  |

### Gimnastyka

#### sportowa
| Zawodnik         | Konkurencja            | Eliminacje | Eliminacje | Eliminacje | Eliminacje | Eliminacje | Eliminacje | Finał    | Finał    | Finał    | Finał    | Finał   | Finał   | Źródło      |
| Zawodnik         | Konkurencja            | Przyrząd   | Przyrząd   | Przyrząd   | Przyrząd   | Razem      | Pozycja    | Przyrząd | Przyrząd | Przyrząd | Przyrząd | Razem   | Pozycja | Źródło      |
| Zawodnik         | Konkurencja            | V          | UB         | BB         | F          | Razem      | Pozycja    | V        | UB       | BB       | F        | Razem   | Pozycja | Źródło      |
| ---------------- | ---------------------- | ---------- | ---------- | ---------- | ---------- | ---------- | ---------- | -------- | -------- | -------- | -------- | ------- | ------- | ----------- |
| Ana Bărbosu      | wielobój drużynowy (k) | 13,800     | 12,600     | 13,533     | 13,600 Q   | 55,533     | 14.Q       | 13,933   | 12,433   | 12,700   | 13,566   | —       | —       | [ 2 ] [ 3 ] |
| Lilia Cosman     | wielobój drużynowy (k) | 13,500     | 11,333     | 12,833     | 12,466     | 50,132     | 50.        | 13,433   | 13,133   | —        | —        | —       | —       | [ 2 ] [ 3 ] |
| Amalia Ghigoarță | wielobój drużynowy (k) | 13,000     | 13,066     | 13,266     | 13,366     | 52,665     | 19.Q       | —        | 13,333   | 12,500   | 13,133   | —       | —       | [ 2 ] [ 3 ] |
| Andreea Preda    | wielobój drużynowy (k) | —          | 10,933     | —          | —          | —          | —          | —        | —        | —        | —        | —       | —       | [ 2 ] [ 3 ] |
| Sabrina Voinea   | wielobój drużynowy (k) | 13,666     | —          | 14,000 Q   | 13,800 Q   | —          | —          | 13,633   | —        | 13,800   | 13,900   | —       | —       | [ 2 ] [ 3 ] |
| Razem            | wielobój drużynowy (k) | 40,966     | 36,999     | 40,799     | 40,733     | 159,497    | 8.Q        | 40,999   | 38,899   | 39,000   | 40,599   | 159,497 | 7.      | [ 2 ] [ 3 ] |

| Zawodnik         | Konkurencja               | Eliminacje               | Eliminacje               | Eliminacje               | Eliminacje               | Eliminacje               | Eliminacje               | Finał    | Finał    | Finał    | Finał    | Finał  | Finał   | Źródło |
| Zawodnik         | Konkurencja               | Przyrząd                 | Przyrząd                 | Przyrząd                 | Przyrząd                 | Razem                    | Pozycja                  | Przyrząd | Przyrząd | Przyrząd | Przyrząd | Razem  | Pozycja | Źródło |
| Zawodnik         | Konkurencja               | V                        | UB                       | BB                       | F                        | Razem                    | Pozycja                  | V        | UB       | BB       | F        | Razem  | Pozycja | Źródło |
| ---------------- | ------------------------- | ------------------------ | ------------------------ | ------------------------ | ------------------------ | ------------------------ | ------------------------ | -------- | -------- | -------- | -------- | ------ | ------- | ------ |
| Ana Bărbosu      | wielobój indywidualny (k) | wynik z drużynowo kobiet | wynik z drużynowo kobiet | wynik z drużynowo kobiet | wynik z drużynowo kobiet | wynik z drużynowo kobiet | wynik z drużynowo kobiet | 14,000   | 12,433   | 12,466   | 13,566   | 52,456 | 17.     | [ 4 ]  |
| Amalia Ghigoarță | wielobój indywidualny (k) | wynik z drużynowo kobiet | wynik z drużynowo kobiet | wynik z drużynowo kobiet | wynik z drużynowo kobiet | wynik z drużynowo kobiet | wynik z drużynowo kobiet | 13,100   | 12,566   | 11,900   | 13,166   | 50,732 | 22.     | [ 4 ]  |

| Zawodnik       | Konkurencja                 | Kwalifikacje | Kwalifikacje | Kwalifikacje | Kwalifikacje | Kwalifikacje | Finał    | Finał     | Finał | Finał  | Finał   | Źródło      |
| Zawodnik       | Konkurencja                 | Trudność     | Wykonanie    | Kary         | Punkty       | Pozycja      | Trudność | Wykonanie | Kary  | Punkty | Pozycja | Źródło      |
| -------------- | --------------------------- | ------------ | ------------ | ------------ | ------------ | ------------ | -------- | --------- | ----- | ------ | ------- | ----------- |
| Andrei Muntean | ćwiczenia na poręczach (m)  | 5,900        | 8,466        |              | 14,366       | 25.          | NQ       | NQ        | NQ    | NQ     | NQ      | [ 5 ]       |
| Sabrina Voinea | ćwiczenia na równoważni (k) | 6,100        | 7,900        |              | 14,000       | 5.Q          | 5,800    | 5,933     |       | 11,733 | 8.      | [ 6 ] [ 7 ] |
| Ana Bărbosu    | ćwiczenia wolne (k)         | 5,600        | 8,000        |              | 13,600       | 8.Q          | 5,800    | 8,000     | -0,1  | 13,700 | brąz    | [ 8 ] [ 9 ] |
| Sabrina Voinea | ćwiczenia wolne (k)         | 6,200        | 7,600        |              | 13,800       | 4.Q          | 5,900    | 7,900     | -0,1  | 13,700 | 4.      | [ 8 ] [ 9 ] |

#### artystyczna
| Zawodnik         | Konkurencja               | Eliminacje | Eliminacje | Eliminacje | Eliminacje | Eliminacje | Eliminacje | Finał  | Finał | Finał   | Finał   | Finał | Finał   | Źródło |
| Zawodnik         | Konkurencja               | Układ      | Układ      | Układ      | Układ      | Razem      | Pozycja    | Układ  | Układ | Układ   | Układ   | Razem | Pozycja | Źródło |
| Zawodnik         | Konkurencja               | Obręcz     | Piłka      | Maczugi    | Wstążka    | Razem      | Pozycja    | Obręcz | Piłka | Maczugi | Wstążka | Razem | Pozycja | Źródło |
| ---------------- | ------------------------- | ---------- | ---------- | ---------- | ---------- | ---------- | ---------- | ------ | ----- | ------- | ------- | ----- | ------- | ------ |
| Annaliese Dragan | wielobój indywidualny (k) | 27,200     | 30,550     | 31,650     | 25,450     | 114,850    | 21.        | NQ     | NQ    | NQ      | NQ      | NQ    | NQ      | [ 10 ] |

### Judo

#### Indywidualnie
| Zawodnik  | Konkurencja | 1/32                   | 1/16 finału           | Ćwierćfinał      | Półfinał         | Repasaże         | Finał / 3. miejsce | Pozycja | Źródła |
| Zawodnik  | Konkurencja | Przeciwnik Wynik       | Przeciwnik Wynik      | Przeciwnik Wynik | Przeciwnik Wynik | Przeciwnik Wynik | Przeciwnik Wynik   | Pozycja | Źródła |
| --------- | ----------- | ---------------------- | --------------------- | ---------------- | ---------------- | ---------------- | ------------------ | ------- | ------ |
| Alex Creț | - 90 kg (m) | Krisztián Tóth W 10-00 | Rafael Macedo P 00-10 | NQ               | NQ               | NQ               | NQ                 | NQ      | [ 11 ] |

### Kajakarstwo

#### Kajakarstwo klasyczne
| Zawodnik                 | Konkurencja   | Eliminacje | Eliminacje | Ćwierćfinały | Ćwierćfinały | Półfinały | Półfinały | Finał A/B | Finał A/B | Pozycja | Źródło        |
| Zawodnik                 | Konkurencja   | Czas       | Pozycja    | Czas         | Pozycja      | Czas      | Pozycja   | Czas      | Pozycja   | Pozycja | Źródło        |
| ------------------------ | ------------- | ---------- | ---------- | ------------ | ------------ | --------- | --------- | --------- | --------- | ------- | ------------- |
| Cătălin Chirilă          | C-1 1000 m    | 3:44,75    | 1.         | BYE          | BYE          | 3:45,78   | 5.FB      | 3:47,48   | 1.        | 9.      | [ 12 ]        |
| Oleg Nuță Ilie Sprîncean | C-2 500 m (m) | 1:40,84    | 5.         | 1:40,00      | 2.           | 1:43,42   | 5.FB      | 1:43,80   | 1.        | 9.      | [ 13 ] [ 14 ] |

### Kolarstwo

#### Kolarstwo górskie
| Zawodnik          | Konkurencja       | Czas/Okrążenia       | Pozycja              | Źródło |
| ----------------- | ----------------- | -------------------- | -------------------- | ------ |
| Ede-Károly Molnár | cross-country (m) | nie ukończył wyścigu | nie ukończył wyścigu | [ 15 ] |

### Lekkoatletyka

#### Konkurencje biegowe
| Zawodnik               | Konkurencja                       | Kwalifikacje | Kwalifikacje | Repasaże | Repasaże | Półfinał | Półfinał | Finał   | Finał   | Źródło |
| Zawodnik               | Konkurencja                       | Wynik        | Miejsce      | Wynik    | Miejsce  | Wynik    | Miejsce  | Wynik   | Miejsce | Źródło |
| ---------------------- | --------------------------------- | ------------ | ------------ | -------- | -------- | -------- | -------- | ------- | ------- | ------ |
| Andrea Miklós          | bieg na 400 m (k)                 | 50,54        | 3.Q          | BYE      | BYE      | 50,78    | 5.       | NQ      | NQ      | [ 16 ] |
| Stella Rutto           | bieg na 3000 m z przeszkodami (k) | 9:31,23      | 8.           | —        | —        | —        | —        | NQ      | NQ      | [ 17 ] |
| Delvine Relin Meringor | maraton (k)                       | —            | —            | —        | —        | —        | —        | 2:24,56 | 7.      | [ 18 ] |
| Joan Chelimo           | maraton (k)                       | —            | —            | —        | —        | —        | —        | DNF     | DNF     | [ 18 ] |

#### Konkurencje techniczne
| Zawodnik              | Konkurencja        | Kwalifikacje | Kwalifikacje | Finał | Finał   | Źródło |
| Zawodnik              | Konkurencja        | Wynik        | Miejsce      | Wynik | Miejsce | Źródło |
| --------------------- | ------------------ | ------------ | ------------ | ----- | ------- | ------ |
| Alina Rotaru-Kottmann | skok w dal (k)     | 6,63         | 9.q          | 6,67  | 7.      | [ 19 ] |
| Diana Ana Maria Ion   | trójskok (k)       | 14,03        | 13.          | NQ    | NQ      | [ 20 ] |
| Elena Andreea Taloș   | trójskok (k)       | 14,23        | 9.q          | 14,03 | 10.     | [ 20 ] |
| Bianca Ghelber        | rzut młotem (k)    | 71,42        | 11.q         | 72,36 | 9.      | [ 21 ] |
| Daniela Stanciu       | skok wzwyż (k)     | 1,88         | 19.          | NQ    | NQ      | [ 22 ] |
| Alin Firfirică        | rzut dyskiem (m)   | 63,66        | 11.q         | 64,45 | 11.     | [ 23 ] |
| Andrei Toader         | pchnięcie kulą (m) | 20,24        | 18.          | NQ    | NQ      | [ 24 ] |
| Alexandru Novac       | rzut oszczepem (m) | 81,08        | 17.          | NQ    | NQ      | [ 25 ] |

### Łucznictwo
| Zawodnik             | Konkurencja       | Runda rankingowa | Runda rankingowa | 1/32 finału          | 1/16 finału             | 1/8 finału         | Ćwierćfinały     | Półfinały        | Finał            | Finał   | Źródło |
| Zawodnik             | Konkurencja       | Wynik            | Miejsce          | Przeciwnik Wynik     | Przeciwnik Wynik        | Przeciwnik Wynik   | Przeciwnik Wynik | Przeciwnik Wynik | Przeciwnik Wynik | Pozycja | Źródło |
| -------------------- | ----------------- | ---------------- | ---------------- | -------------------- | ----------------------- | ------------------ | ---------------- | ---------------- | ---------------- | ------- | ------ |
| Mădălina Amăistroaie | indywidualnie (k) | 637              | 47               | Mikaella Moshe W 7-1 | Chiara Rebagliati W 7-3 | Nam Su-hyeon P 2-6 | NQ               | NQ               | NQ               |         |        |

### Piłka wodna
| Zespół                 | Konkurencja      | Rozgrywki grupowe | Rozgrywki grupowe | Rozgrywki grupowe | Rozgrywki grupowe | Rozgrywki grupowe | Rozgrywki grupowe | Ćwierćfinał      | Półfinał         | Finał/BM         | Pozycja | Źródło |
| Zespół                 | Konkurencja      | Przeciwnik Wynik  | Przeciwnik Wynik  | Przeciwnik Wynik  | Przeciwnik Wynik  | Przeciwnik Wynik  | Pozycja           | Przeciwnik Wynik | Przeciwnik Wynik | Przeciwnik Wynik | Pozycja | Źródło |
| ---------------------- | ---------------- | ----------------- | ----------------- | ----------------- | ----------------- | ----------------- | ----------------- | ---------------- | ---------------- | ---------------- | ------- | ------ |
| reprezentacja mężczyzn | turniej mężczyzn | USA P 7–14        | GRE P 8–14        | CRO P 8–11        | ITA P 7–18        | MNE P 7–10        | 6.                | NQ               | NQ               | NQ               |         | [ 26 ] |

### Pływanie
| Zawodnik           | Konkurencja                | Eliminacje | Eliminacje | Półfinał | Półfinał | Finał   | Finał | Źródło |
| Zawodnik           | Konkurencja                | Czas       | Poz.       | Czas     | Poz.     | Czas    | Poz.  | Źródło |
| ------------------ | -------------------------- | ---------- | ---------- | -------- | -------- | ------- | ----- | ------ |
| David Popovici     | 100 m stylem dowolnym (m)  | 47,92      | 3.Q        | 47,66    | 5.Q      | 47,49   | brąz  | [ 27 ] |
| David Popovici     | 200 m stylem dowolnym (m)  | 1:45,65    | 1.Q        | 1:44,53  | 1.Q      | 1:44,72 | złoto | [ 28 ] |
| Vlad Stancu        | 800 m stylem dowolnym (m)  | 8:20,78    | 30.        | —        | —        | NQ      | NQ    | [ 29 ] |
| Vlad Stancu        | 1500 m stylem dowolnym (m) | DNS        | DNS        | DNS      | DNS      | DNS     | DNS   |        |
| Rebecca Diaconescu | 200 m stylem dowolnym (k)  | 1:59,29    | 16.Q       | 1:59,58  | 16.      | NQ      | NQ    | [ 30 ] |

### Podnoszenie ciężarów
| Zawodnik       | Konkurencja | Rwanie | Rwanie  | Podrzut | Podrzut | Razem  | Pozycja | Źródło |
| Zawodnik       | Konkurencja | Wynik  | Pozycja | Wynik   | Pozycja | Razem  | Pozycja | Źródło |
| -------------- | ----------- | ------ | ------- | ------- | ------- | ------ | ------- | ------ |
| Mihaela Cambei | - 49 kg (k) | 93 kg  | 1.      | 112 kg  | 3.      | 205 kg | srebro  | [ 31 ] |
| Loredana Toma  | - 71 kg (k) | 115 kg | 3.      | 134 kg  | —       | —      | DNF     | [ 32 ] |

### Szermierka
| Zawodnik           | Konkurencja              | 1/32 finału       | 1/16 finału        | Ćwierćfinały     | Półfinał         | Finał            | Pozycja | Źródło |
| Zawodnik           | Konkurencja              | Przeciwnik Wynik  | Przeciwnik Wynik   | Przeciwnik Wynik | Przeciwnik Wynik | Przeciwnik Wynik | Pozycja | Źródło |
| ------------------ | ------------------------ | ----------------- | ------------------ | ---------------- | ---------------- | ---------------- | ------- | ------ |
| Mălina Călugăreanu | floret indywidualnie (k) | Yuka Ueno W 15-13 | Alice Volpi P 9-15 | NQ               | NQ               | NQ               | NQ      | [ 33 ] |

### Tenis stołowy
| Zawodnik                                        | Konkurencja           | Eliminacje       | 1/32 finału             | 1/16 finału                      | 1/8 finału                      | Ćwierćfinały     | Półfinały        | Finał            | Pozycja | Źródło |
| Zawodnik                                        | Konkurencja           | Przeciwnik Wynik | Przeciwnik Wynik        | Przeciwnik Wynik                 | Przeciwnik Wynik                | Przeciwnik Wynik | Przeciwnik Wynik | Przeciwnik Wynik | Pozycja | Źródło |
| ----------------------------------------------- | --------------------- | ---------------- | ----------------------- | -------------------------------- | ------------------------------- | ---------------- | ---------------- | ---------------- | ------- | ------ |
| Bernadette Szőcs                                | gra pojedyńcza (k)    | BYE              | Zhou Jingyi W 4-1       | Margaryta Pesotska W 4-1         | Sofia Polcanova P 0-4           | NQ               | NQ               | NQ               | NQ      | [ 34 ] |
| Elizabeta Samara                                | gra pojedyńcza (k)    | BYE              | Solomiya Brateyko W 4-1 | Cheng I-ching P 2-4              | NQ                              | NQ               | NQ               | NQ               | NQ      | [ 34 ] |
| Ovidiu Ionescu                                  | gra pojedyńcza (m)    | BYE              | Andrej Gaćina P 1-4     | NQ                               | NQ                              | NQ               | NQ               | NQ               | NQ      | [ 35 ] |
| Eduard Ionescu                                  | gra pojedyńcza (m)    | BYE              | Quadri Aruna W 4-3      | Kao Cheng-jui P 1-4              | NQ                              | NQ               | NQ               | NQ               | NQ      | [ 35 ] |
| Adina Diaconu Elizabeta Samara Bernadette Szőcs | turniej drużynowy (k) | —                | —                       | Reprezentacja Indii P 2-3        | NQ                              | NQ               | NQ               | NQ               | NQ      | [ 36 ] |
| Ovidiu Ionescu Bernadette Szőcs                 | turniej mieszany      | —                | —                       | Nicholas Lum Min Hyung Jee W 4-1 | Lim Jong-hoon Shin Yu-bin P 0-4 | NQ               | NQ               | NQ               | NQ      | [ 37 ] |

### Tenis ziemny
| Zawodnik                            | Konkurencja      | Eliminacje                    | 1/32 finału                               | 1/16 finału      | Ćwierćfinały     | Półfinały        | Finał/Mecz o 3. miejsce | Pozycja | Źródło |
| Zawodnik                            | Konkurencja      | Przeciwnik Wynik              | Przeciwnik Wynik                          | Przeciwnik Wynik | Przeciwnik Wynik | Przeciwnik Wynik | Przeciwnik Wynik        | Pozycja | Źródło |
| ----------------------------------- | ---------------- | ----------------------------- | ----------------------------------------- | ---------------- | ---------------- | ---------------- | ----------------------- | ------- | ------ |
| Irina-Camelia Begu                  | singel (k)       | Iga Świątek P 2-6 5-7         | NQ                                        | NQ               | NQ               | NQ               | NQ                      | NQ      | [ 38 ] |
| Ana Bogdan                          | singel (k)       | Jasmine Paolini P 5-7 3-6     | NQ                                        | NQ               | NQ               | NQ               | NQ                      | NQ      | [ 38 ] |
| Jaqueline Cristian                  | singel (k)       | Caroline Garcia W 5-7 6-3 6-3 | Angelique Kerber P 4-6 6-3 4-6            | NQ               | NQ               | NQ               | NQ                      | NQ      | [ 38 ] |
| Irina-Camelia Begu Monica Niculescu | gra podwójna (k) | BYE                           | Hsieh Su-wei Tsao Chia-yi P 7-6(2–7) ,5-7 | NQ               | NQ               | NQ               | NQ                      | NQ      | [ 39 ] |
| Ana Bogdan Jaqueline Cristian       | gra podwójna (k) | BYE                           | Shuko Aoyama Ena Shibahara P 2-6 ,3-6     | NQ               | NQ               | NQ               | NQ                      | NQ      | [ 39 ] |

### Triathlon

#### Indywidualnie
| Zawodnik       | Konkurencja | Pływanie | Zmiana 1 | Jazda na rowerze | Zmiana 2 | Bieg  | Czas    | Pozycja | Źródło |
| -------------- | ----------- | -------- | -------- | ---------------- | -------- | ----- | ------- | ------- | ------ |
| Felix Duchampt | mężczyźni   | 23,05    | 0,50     | 56:35            | 0,30     | 35:00 | 1:56,00 | 50.     | [ 40 ] |

### Wioślarstwo
| Zawodnik | Konkurencja                      | Eliminacje | Eliminacje | Repasaże | Repasaże | Ćwierćfinał | Ćwierćfinał | Półfinał | Półfinał | Finał   | Finał   | Źródło |
| Zawodnik | Konkurencja                      | Wynik      | Pozycja    | Wynik    | Pozycja  | Wynik       | Pozycja     | Wynik    | Pozycja  | Wynik   | Pozycja | Źródło |
| --- | -------------------------------- | ---------- | ---------- | -------- | -------- | ----------- | ----------- | -------- | -------- | ------- | ------- | ------ |
| Mihai Chiruță | jedynka (m)                      | 6:51,51    | 1.QF       | BYE      | BYE      | 6:46,32     | 3.SA/B      | 6:52,93  | 5.FB     | 6:44,83 | 7.      | [ 41 ] |
| Ionela Cozmiuc Gianina van Groningen | dwójka podwójna wagi lekkiej (k) | 7:03,83    | 1.SA/B     | BYE      | BYE      | —           | —           | 6:56,65  | 1.FA     | 6:48,78 | srebro  |        |
| Ancuța Bodnar Simona Radiș | dwójka podwójna (k)              | 6:48,49    | 1.SA/B     | BYE      | BYE      | —           | —           | 6:51,41  | 1.FA     | 6:50,69 | srebro  |        |
| Andrei Cornea Marian Enache | dwójka podwójna (m)              | 6:16,47    | 1.SA/B     | BYE      | BYE      | —           | —           | 6:15,73  | 3.FA     | 6:12,58 | złoto   | [ 42 ] |
| Emanuela-Ioana Ciotău Patricia Cireș Ioana-Madalina Moroșan Alexandra Ungureanu                                                                           | czwórka podwójna (k)             | 6:24,74    | 4.R        | 6:33,84  | 4.FB     | —           | —           | —        | —        | 6:29,64 | 7.      | [ 43 ] |
| Florin Horodișteanu Andrei Lungu Iliuță-Leontin Nuțescu Ioan Prundeanu                                                                                    | czwórka podwójna (m)             | 5:51,14    | 4.R        | 5:56,32  | 5.FB     | —           | —           | —        | —        | 5:54,77 | 9.      | [ 44 ] |
| Florin Arteni Florin Lehaci | dwójka bez sternika (m)          | 6:40,29    | 4.FB       | BYE      | BYE      | —           | —           | 6:29,86  | 1.FA     | 6:25,61 | 4       | [ 45 ] |
| Roxana Anghel Ioana Vrînceanu | dwójka bez sternika (k)          | 7:24,27    | 1.SA/B     | BYE      | BYE      | —           | —           | 7:14,53  | 2.FA     | 7:02,97 | srebro  | [ 46 ] |
| Sergiu Bejan Ștefan Berariu Andrei Mândrilă Ciprian Tudosă                                                                                                | czwórka bez sternika (m)         | 6:06,60    | 3.R        | 5:53,52  | 2.FA     | —           | —           | —        | —        | 5:56,85 | 5.      | [ 47 ] |
| Adriana Adam Amalia Bereș Maria Tivodariu Maria-Magdalena Rusu                                                                                            | czwórka bez sternika (k)         | 6:44,55    | 2.FA       | BYE      | BYE      | —           | —           | —        | —        | 6:29,52 | 4.      | [ 48 ] |
| Constantin Adam Bogdan Baitoc Ștefan Berariu Marius Cozmiuc Florin Lehaci Claudiu Neamțu Mugurel Semciuc Mihăiță Țigănescu Adrian Munteanu (ster)         | ósemka (m)                       | 5:55,82    | 4.R        | 5:30,00  | 3.FA     | —           | —           | —        | —        | 5:30,15 | 5.      | [ 49 ] |
| Adriana Adam Roxana Anghel Amalia Bereș Ancuța Bodnar Maria Tivodariu Maria-Magdalena Rusu Simona Radiș Ioana Vrînceanu Victoria-Ștefania Petreanu (ster) | ósemka (k)                       | 6:12,31    | 1.FA       | BYE      | BYE      | —           | —           | —        | —        | 5:54,39 | złoto   | [ 50 ] |

### Zapasy
| Zawodnik             | Konkurencja             | 1/8 finału              | Ćwierćfinał                  | Półfinał         | Repasaż              | Finał/ Pojedynek o 3. miejsce | Finał/ Pojedynek o 3. miejsce | Źródło |
| Zawodnik             | Konkurencja             | Przeciwnik Wynik        | Przeciwnik Wynik             | Przeciwnik Wynik | Przeciwnik Wynik     | Przeciwnik Wynik              | Pozycja                       | Źródło |
| -------------------- | ----------------------- | ----------------------- | ---------------------------- | ---------------- | -------------------- | ----------------------------- | ----------------------------- | ------ |
| Andreea Ana          | -53 kg (k)              | Mariana Drăguțan W 3-0  | Lucía Yépez P 0-5            | —                | Choe Hyo-gyong P 0-4 | NQ                            | 9.                            | [ 51 ] |
| Kriszta Incze        | -62 kg (k)              | Sakura Motoki P 0-5     | —                            | —                | Ana Godinez P 0-3    | NQ                            | 16.                           | [ 52 ] |
| Cătălina Axente      | -76 kg (k)              | Kennedy Blades P 0-4    | —                            | —                | Milaimys Marín P 0-5 | NQ                            | 16.                           | [ 53 ] |
| Răzvan Arnăut        | - 60 kg st. klasycznym  | Enes Başar W 3-1        | Zholaman Sharshenbekov P 0-4 | NQ               | NQ                   | NQ                            | 9.                            | [ 54 ] |
| Alin Alexuc-Ciurariu | - 130 kg st. klasycznym | Alimkhan Syzdykov P 1-3 | NQ                           | NQ               | NQ                   | NQ                            | 11.                           | [ 55 ] |

### Żeglarstwo
Konkurencje z wyścigiem medalowym
| Zawodnik   | Konkurencja | Wyścig | Wyścig | Wyścig | Wyścig | Wyścig | Wyścig | Wyścig | Wyścig | Wyścig | Wyścig    | Punkty | Finałowa pozycja | Źródło |
| Zawodnik   | Konkurencja | 1      | 2      | 3      | 4      | 5      | 6      | 7      | 8      | 9      | Meda lowy | Punkty | Finałowa pozycja | Źródło |
| ---------- | ----------- | ------ | ------ | ------ | ------ | ------ | ------ | ------ | ------ | ------ | --------- | ------ | ---------------- | ------ |
| Ebru Bolat | ILCA 6 (k)  | 28     | 16     | 32     | 5      | 14     | 21     | 24     | 26     | 24     | EL        | 158    | 23.              | [ 56 ] |